# إيرفين روك
إيرفين روك (بالإنجليزية: Irvin Rock)‏ هو عالم نفس أمريكي، ولد في 1922، وتوفي في 1995.